# Heinrich Kramer
Heinrich Kramer OP (c. 1430, Schlettstadt, Alsàcia - c. 1505, Kroměříž, Bohèmia) fou un frare dominic, inquisidor i autor del famós Malleus Maleficarum.

## Vida
Entrà a l'Orde de Predicadors de molt jove i fou nomenat prior del convent dominic de Schlettstadt.
En algun moment abans del 1474 fou nomenat inquisidor del Tirol, Salzburg, Bohèmia i Moràvia. La seva eloqüència al púlpit i la seva incansable activitat foren reconegudes per Roma i es convertí en la mà dreta de l'arquebisbe de Salzburg. El 1484, en el moment de publicar-se la butlla papal Summis desiderantes d'Innocenci VIII el 1484, Kramer ja estava associat a Jakob Sprenger per crear una inquisició per a bruixes. El 1485 escrigué un tractat sobre la bruixeria, que després incorporà al Malleus Maleficarum.
Alguns historiadors afirmen que Kramer no tingué el suport dels teòlegs inquisidors més importants que es trobaven a la Universitat de Colònia i que condemnaren el llibre per recomanar pràctiques poc ètiques i il·legals, a més de ser inconsistent amb la doctrina catòlica sobre demonologia. Les afirmacions de Kramer que quatre professors havien acceptat el seu text pogueren ser, doncs, falses.

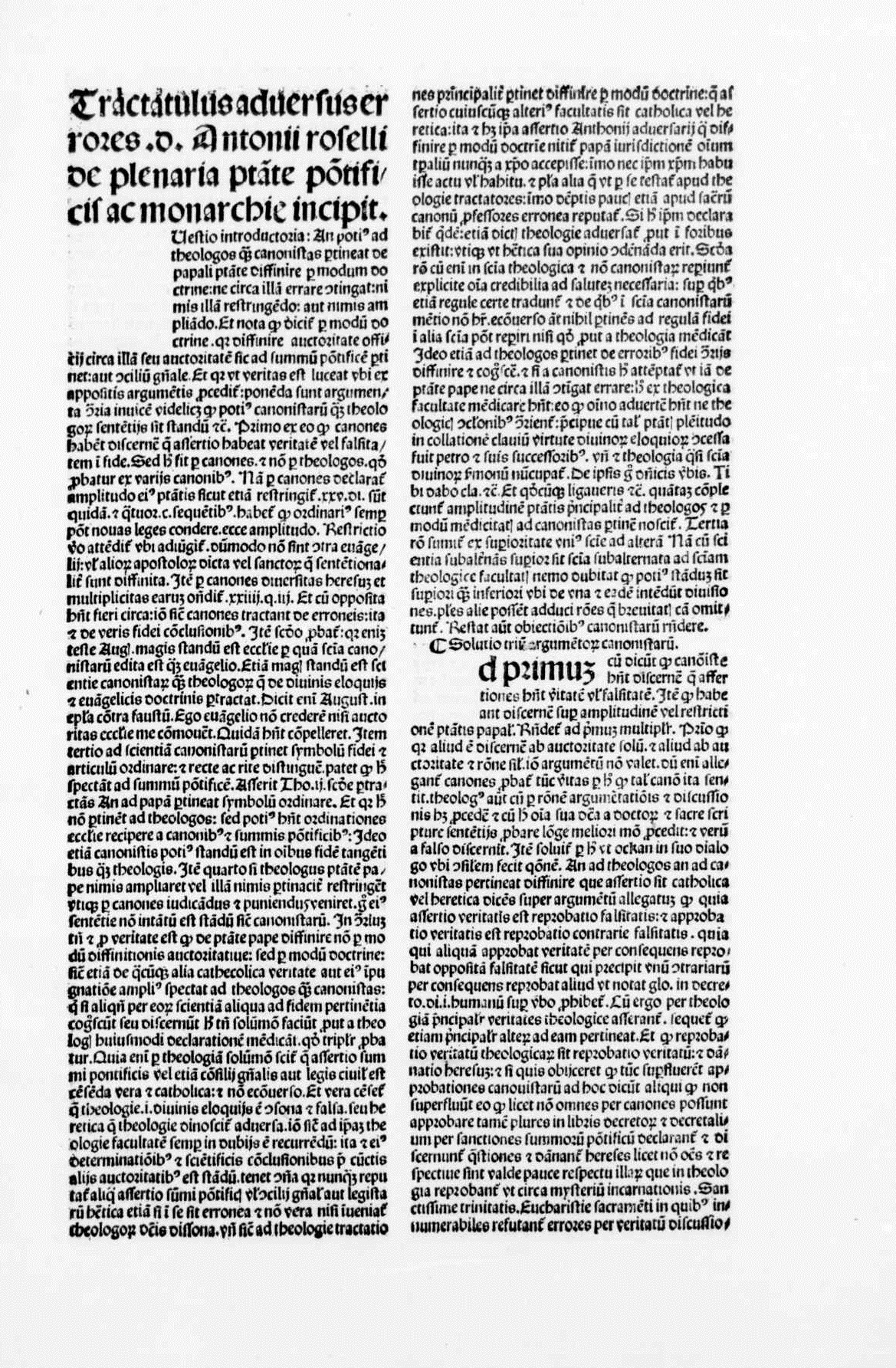
Opusculum in errores Monarchiae Antonii de Rosellis, 1499